# Penryn (Kalifornija)
Penryn je naseljeno područje za statističke svrhe u američkoj saveznoj državi Kalifornija. Prema popisu stanovništva iz 2010. u njemu je živjelo 831 stanovnika.